# Nachrichten von Schriftstellern und Künstlern aus dem Teschner Fürstenthum
Nachrichten von Schriftstellern und Künstlern aus dem Teschner Fürstenthum (polskie tłumaczenie: Wiadomości o pisarzach i artystach księstwa cieszyńskiego) – leksykon pisarzy i artystów księstwa cieszyńskiego, napisany przez ks. Leopolda Szersznika w 1810 w języku niemieckim. W dziele tym ks. Leopold Szersznik wprowadził podział pisarzy według podejmowanych przez nich badań, nie wskazując na narodową, czy konfesyjną przynależność. Podane są daty życia autorów oraz oryginalne tytuły ich prac. Książka została wytłoczona w drukarni Tomasza Prochaski w Cieszynie.